# Szahdad
Szahdad (perski: شهداد) – miasto w Iranie, w ostanie Kerman. W 2006 roku liczyło 4097 mieszkańców.